# Volta a Rodes
La Volta a Rodes (oficialment Tour of Rhodes) és una cursa ciclista per etapes que es disputa a l'Illa de Rodes, a Grècia. Les primeres edicions foren de caràcter amateur. L'edició de 1995 es va córrer com dos critèriums independents.

## Palmarès
| Any       | Primer                 | Segon                | Tercer                |
| --------- | ---------------------- | -------------------- | --------------------- |
| 1987      | Kanellos Kanellopoulos | Michalis Farantakis  | Georgios Maniatis     |
| 1988-1994 | No disputada           |                      |                       |
| 1995 (1)  | Kyriakos Koutsoudakis  | Lampros Vasilopoulos | Dimitris Georgalis    |
| 1995 (2)  | Vasileios Anastopoulos | Ioannis Foteinos     | Fotis Tsimitreas      |
| 1996      | Evgeni Golovanov       | Jaromir Purmensky    | Tomas Sedlacek        |
| 1997      | Josef Regec            | Alexandre Kornatov   | Denis Menchov         |
| 1998      | Holger Sievers         | Heinz Marchel        | Robert Reynolds-Jones |
| 1999      | Arno Kaspret           |                      |                       |
| 2000      | Dennis Rasmussen       | Christian Van Dartel | Friedrich Berein      |
| 2001      | Fabian Cancellara      | Alexei Markov        | Bradley Wiggins       |
| 2002      | Fabian Cancellara      | Kurt Asle Arvesen    | Michael Rogers        |
| 2003      | Bram Schmitz           | Sebastian Lang       | Thomas Bruun Eriksen  |
| 2004-2016 | No disputada           |                      |                       |
| 2017      | Colin Stüssi           | Åsmund Romstad Løvik | Cyrille Thièry        |
| 2018      | Mirco Maestri          | Torstein Træen       | Syver Wærsted         |
| 2019      | Martijn Budding        | Markus Hoelgaard     | Roland Thalmann       |
| 2020      | Søren Wærenskjold      | Christian Koch       | Paweł Bernas          |
| 2021      | Fredrik Dversnes       | Christian Koch       | Stan Van Tricht       |
| 2022      | Louis Bendixen         | Lukas Meiler         | Alexis Guérin         |
| 2023      | António Morgado        | Andréas Miltiádis    | André Drege           |
| 2024      | André Drege            | Alessandro Romele    | Colin Stüssi          |
| 2025      | Pierre-Henry Basset    | Ben Felix Jochum     | Colby Simmons         |